# Marquéglise
Marquéglise ist eine französische Gemeinde mit 481 Einwohnern (Stand: 1. Januar 2022) im Département Oise in der Region Hauts-de-France (vor 2016 Picardie). Sie gehört zum Arrondissement Compiègne und zum Kanton Estrées-Saint-Denis. 

## Geographie
Die Gemeinde Marquéglise liegt am Fluss Matz, etwa 15 Kilometer nordnordwestlich von Compiègne. Umgeben wird Marquéglise von den Nachbargemeinden Ressons-sur-Matz im Westen und Norden, Margny-sur-Matz im Nordosten und Osten, Vandélicourt im Osten und Südosten, Vignemont im Südosten und Süden sowie Antheuil-Portes im Süden und Westen.

## Bevölkerungsentwicklung
| Jahr                       | 1962 | 1968 | 1975 | 1982 | 1990 | 1999 | 2006 | 2013 | 2021 |
| Einwohner                  | 277  | 280  | 327  | 298  | 303  | 331  | 371  | 500  | 478  |
| Quellen: Cassini und INSEE |      |      |      |      |      |      |      |      |      |

## Sehenswürdigkeiten

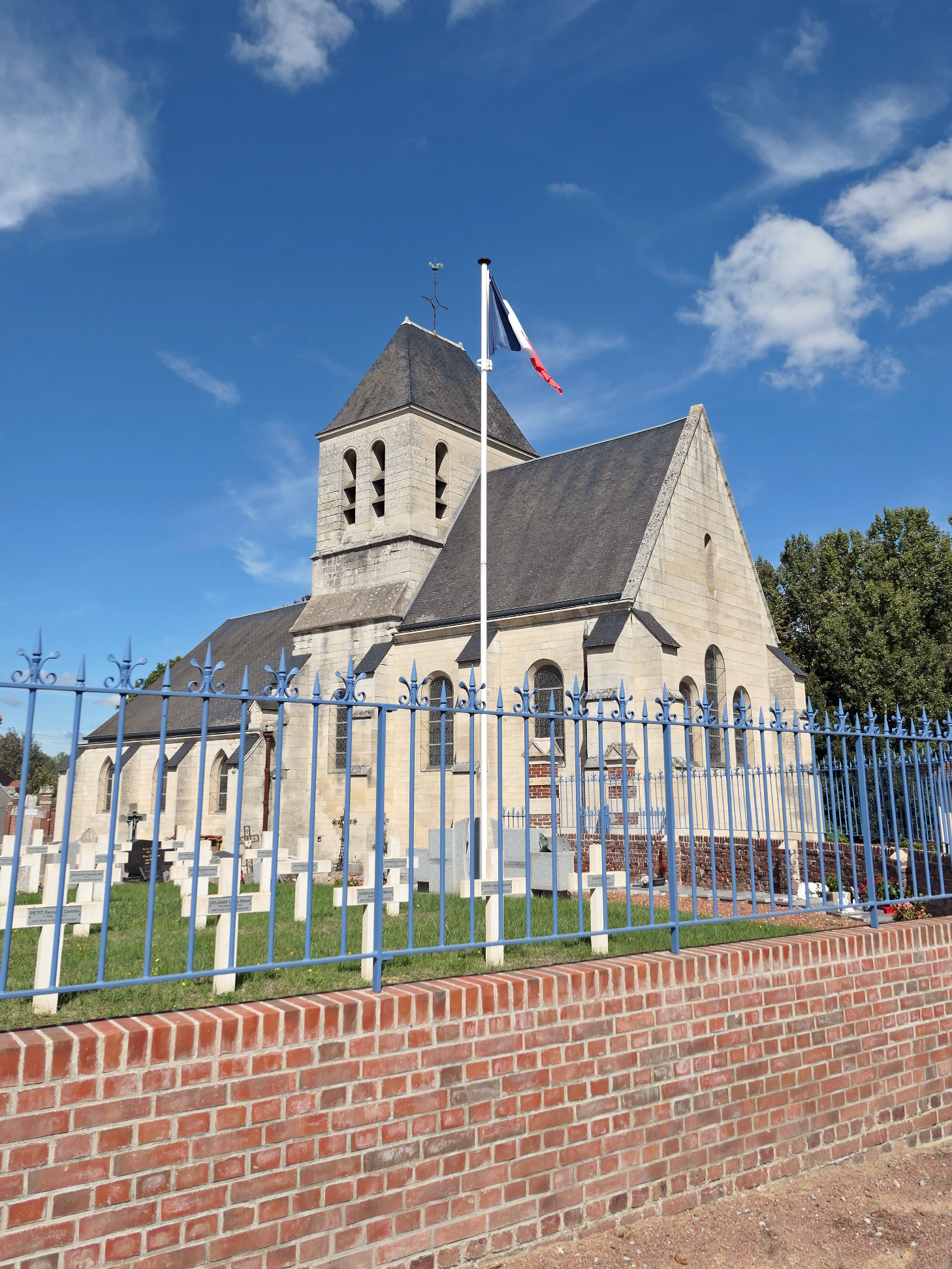
Kirche Saint-Pierre
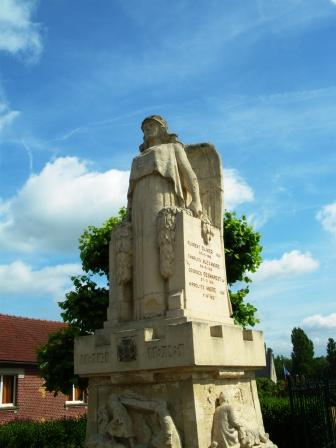
Gefallenendenkmal

- Kirche Saint-Pierre
- Gefallenendenkmal